# William Prescott
William Prescott (Groton, Massachusetts; 20 de febrero de 1726-Pepperell, 13 de octubre de 1795) fue un coronel estadounidense que participó en la Guerra de Independencia de los Estados Unidos y comandó  a las fuerzas patrióticas en la batalla de Bunker Hill. Es conocido por su orden a los soldados Do not fire until you see the whites of their eyes, aunque se duda de su autoría.
Participó en 1777 en la campaña de Saratoga, tras lo cual fue representado en la pintura Surrender of General Burgoyne at Saratoga de John Trumbull, que está expuesta en la rotonda del Capitolio.
William falleció en 1795 en Pepperell, Massachusetts y está enterrado en el cementerio de Walton, rodeado por las sepulturas de los hombres a los que lideró en la batalla de Bunker Hill.
La Prescott School se unió con la Warren School para formar la Warren-Prescott School. Dos bloques de la Prescott Street de la Harvard Yard conmemora a su nieto William Hickling Prescott.